# جان بابتيست فرنسوا رينيه كوهلر
جان بابتيست فرنسوا رينيه كوهلر (بالفرنسية: Jean Baptiste François René Koehler)‏ هو عالم الأحياء البحرية فرنسي، ولد في 7 مارس 1860 في سينت ديه دي فوج في فرنسا، وتوفي في 19 أبريل 1931 في ليون في فرنسا.